# 195191 Constantinetsang
195191 Constantinetsang este o planetă minoră (asteroid) din centura de asteroizi. A fost descoperită pe 8 februarie 2002 la Observatorul Național Kitt Peak de Marc Buie⁠(d). 
Obiectul prezintă o orbită caracterizată de o semiaxă mare de 2,4548501021284 UAi, o excentricitate de 0,1640170956752, o înclinație de 0,81532418789325 ° în raport cu ecliptica.